# Brenda C. Barnes
Brenda Czajka Barnes, geb. Brenda Jo Czajka (* 11. November 1953 in Chicago, Illinois; † 17. Januar 2017 in Naperville, Illinois) war Präsidentin, Vorstandsvorsitzende und verantwortliche Leiterin des großen US-amerikanischen Konsumgüterherstellers Sara Lee.

## Werdegang
Die Enkelin polnischer Einwanderer wuchs in River Grove, Illinois, auf. Ihr Vater war ein Schlosser bei International Harvester, ihre Mutter kümmerte sich um Brenda und deren sechs Schwestern. Brenda C. Barnes erhielt ihre Universitätsausbildung in den 1970er Jahren in Rock Island und Chicago und graduierte 1975 in Ökonomie. Nach langjähriger Tätigkeit für PepsiCo in den 80er und 90er Jahren, zuletzt als Hauptverantwortliche für Pepsi im gesamten nordamerikanischen Bereich (1996–98), kam sie 2004 als Chief Operating Officer und Präsidentin zu Sara Lee. Barnes’ Berufung zur Vorstandsvorsitzenden erfolgte 2005. Bereits seit 2004 wird sie in einer Liste der 100 mächtigsten Frauen der Welt des Forbes Magazine geführt, zeitweise unter den mächtigsten Zehn. Als einflussreichste Frau der US-Wirtschaft genannt wurde sie außerdem.

## Karriere
Barnes wurde 1976 Businessmanager bei der damals zum Pepsi-Konzern gehörenden Wilson Sporting Goods. Während sie an ihrem Master in Betriebswirtschaftslehre (MBA) arbeitete, der ihr 1980 von der Loyola University Chicago verliehen wurde, begann ihre erfolgreiche Karriere. 1981 wurde sie Vizepräsidentin des Marketingbereichs von Frito-Lay bei PepsiCo. Drei Jahre später wurde sie Vizepräsident des Marketingbereichs bei PepsiCo. Innerhalb des Konzerns erreichte Barnes 1991 die Position des Präsidenten von PepsiCo Süd/West und 1993 die des COO von PepsiCo Nordamerika. Bei PepsiCo Nordamerika war sie von 1996 bis 1997 CEO, trat aber 1997 zurück, um sich mehr um ihre drei Kinder zu kümmern. Von November 1999 bis März 2000 hatte sie diese Position bei Starwood Hotels & Resorts inne. 2002 hielt Brenda C. Barnes Gastprofessuren an der Northwestern University, der Kellogg School of Management und dem North Central College. Im Juli 2004 wurde sie Präsidentin, COO und Direktorin der Sara Lee Corp., im Februar 2005 Präsidentin und CEO dieser Firma und im Oktober 2005 Vorstandsvorsitzende und CEO der Sara Lee Corporation.
Am 9. August 2010 gab Sara Lee bekannt, dass Barnes als Präsidentin und Vorstandsvorsitzende zurücktrete; sie wolle sich nach einem Gehirnschlag vom 14. Mai desselben Jahres erholen. Sie starb im Januar 2017 an den Folgen eines weiteren Schlaganfalls. Aus ihrer Ehe mit einem PepsiCo-Manager gingen eine Tochter und zwei Söhne hervor.

## Einzelbelege
1. ↑  Brenda Barnes, Pepsi Chief Who Spurred a Work-Life Debate, Dies at 63. In: nytimes.com. Abgerufen am 22. Januar 2017 (englisch).
2. 1 2  Die Managerinnen. In: diepresse.com. 1. Januar 1970, abgerufen am 9. Februar 2024.
3. ↑  Brenda C. Barnes in der Notable Names Database, abgerufen am 18. Februar 2021 (englisch)
4. ↑   Archivlink (Memento vom 8. Oktober 2007 im Internet Archive)
5. ↑  AP: Sara Lee CEO Brenda Barnes steps down permanently (abgerufen am 9. August 2010)
6. ↑  Brenda Barnes, Former Sara Lee and Pepsi Cola CEO Dies at 63 –. In: fortune.com. 18. Januar 2017, abgerufen am 22. Januar 2017 (englisch).